# Béla Szepes
Béla Miklós Szepes (ur. 5 września 1903 w Nowej Wsi Spiskiej, zm. 20 czerwca 1986 w Budapeszcie) – węgierski lekkoatleta, który specjalizował się w rzucie oszczepem. Uprawiał czynnie także narciarstwo.
W 1924 brał udział w zimowych igrzyskach olimpijskich – w Chamonix wystartował w kombinacji norweskiej oraz biegu na 18 kilometrów. W żadnej z konkurencji nie odniósł sukcesów. W 1928 zdobył srebrny medal w konkursie rzutu oszczepem podczas igrzysk olimpijskich w Amsterdamie (rezultat – 65,26). Pięciokrotnie ustanawiał rekord Węgier w rzucie oszczepem. Rekord życiowy: 66,70 (1929).
W swojej karierze dwukrotnie startował w rywalizacji skoczków narciarskich w ramach mistrzostw świata w narciarstwie klasycznym – w 1927 zajął 20. pozycję, a w 1929 uplasował się na 30. miejscu.
Jego brat – Gyula także był narciarzem, olimpijczykiem.